# Dolno Čičevo
Dolno Čičevo (makedonska: Долно Чичево) är en ort i Nordmakedonien. Den ligger i kommunen Gradsko, i den centrala delen av landet, 60 kilometer sydost om huvudstaden Skopje. Dolno Čičevo ligger 353 meter över havet och antalet invånare är 243.